# Asociación Española de la Rosa
L'Asociación Española de la Rosa  (AEROSA), in italiano Società Spagnola della Rosa, è un'associazione spagnola, senza fini di lucro, dedita alla coltivazione e alla conoscenza delle rose.
AEROSA organizza concorsi di rose, convegni e mantiene un sito web ufficiale. L'attuale presidente è Matilde Ferrer Sena. 

## Storia
Fondata nel 1996, AEROSA è un'associazione nazionale che riunisce circa 1 500  soci, privati o professionisti, organizzati in diverse associazioni locali o affiliate. È membro della Federazione Mondiale delle Società della Rosa.
Durante il mese di maggio 2014, si è tenuta la Convenzione Regionale della Federazione Mondiale delle Società della Rosa con il motto "Rose al sole" a Barcellona, nel Palau Reial de Pedralbes, accanto al Roseto Cervantes. Hanno collaborato al progetto il Consiglio Comunale di Barcellona, "AEROSA" e "Associació Amics de les Roses de Sant Feliu de Llobregat".

## Sede
La sua sede centrale si trova nei locali del gruppo Rosas Ferrer vicino a Chiva a Valencia. Presso la sua sede è allestito il roseto, la Collezione del VFF, uno spazio dedicato alla storia della rosa che conta 25 specie botaniche, 50 antiche varietà e più di 300 varietà di rose moderne.